# Ukulélé Club de Paris
L'Ukulélé Club de Paris est le premier groupe de musique français, principalement composé de musiciens jouant de l'ukulélé, créé en 1992 par Brad Scott, Cyril LeFebvre et Joseph Racaille.
François Ovide, Tony Truant, Fay Lovsky, Pierre Sangra, Silvano Michelino, Dominique Cravic rejoignirent également le groupe. 
Le club accompagna sur disque ou sur scène Arthur H, Joseph Racaille sur l'album Racaille à Hawaii, Arielle Dombasle, Thomas Fersen... 
Mathias Malzieu et Olivia Ruiz se joignirent également au Club lors du concert Ukulelemania au Printemps de Bourges 2007.
L'Ukulélé Club de Paris enregistra un unique disque, Manuia, sorti en 2002 sur EmArcy, label «jazz» d'Universal Music Group, qui fut salué par la presse ; sur le disque furent invitées notamment Dora Lou, Claire Elzière et Marie France. 2002 fut également l'année de la disparition de François Ovide.

## Discographie
- Manuia (2002, EmArcy Records; réédité en 2010, Frémeaux & Associés - FA515)